# Forintos család

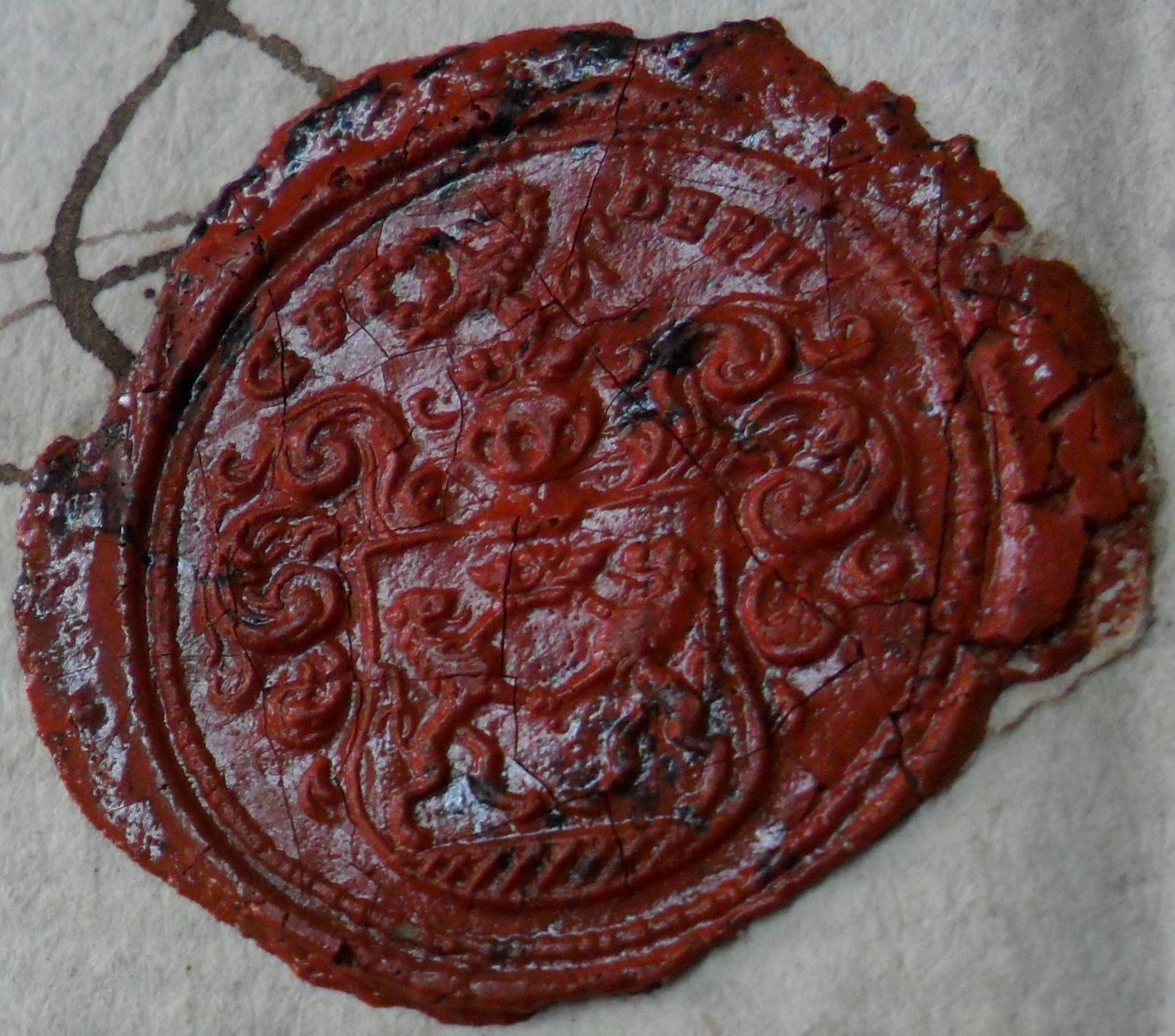
Forintosházi Forintos Gábor (1723–1782), királyi tanácsos, zalai alispán címeres viaszpecsétje

A forintosházi Forintos család egy Zala vármegyei ősi nemes család, amely Forintosházán, majd Mihályfán virágzott. A család eddigi legkorábbi ismert említése 1403-ból való, amikor a firenzei eredetű Florentos Antal már nemesként szerepel.

## A család története

### A Florentos család
A Forintos család első ismert őse a firenzei eredetű Florentos Antal, akiről van egy említés 1403-ból Luxemburgi Zsigmond magyar király korából. A firenzei származású lett a névadója a zalai Forintosházának (település amely 10 kilométerre keletre feküdt Zalaegerszegtől, ma puszta, Nagykapornakhoz tartozik). Később, 1412-ben Florentesházi Florentes Jakab rokona használta először előnevét. A család továbbra is Forintosházán tartózkodott és később Mihályfára költözött, ahol jómódú földbirtokosok lettek. Florentosházai Péter mester váradi kanonok káptalani ember volt 1489-ben. 1502. december 17-én Budán Forintos Márton királyi emberként szerepelt egy per során. 1546. augusztus 2-án a zalavári konvent előtt pereskedett Forintos Pál felesége, Cseneházi Gegő László özvegye, Egri Katalin, Ferenc lánya.

### A török kiűzés után
Az 1696. évi Vas megyei összeíráskor a Forintos család szerepel Dömölkön és három évtized után az 1726. évi összeíráskor igazolják Nemesdömölkön Péter, Ferenc és Gáspár nemességét Zala vármegye bizonyítványát használván. Forintos Györgyről létező említés alapján 1648-ban, annyit lehet tudni, hogy két fia van, Forintos János aki 1688-ban Sümegen lakott és felesége nemesdömölki Dömölky Anna volt, és Forintos Mihály, Forintos Ádám édesapja.

#### János és Dömölky Anna ága

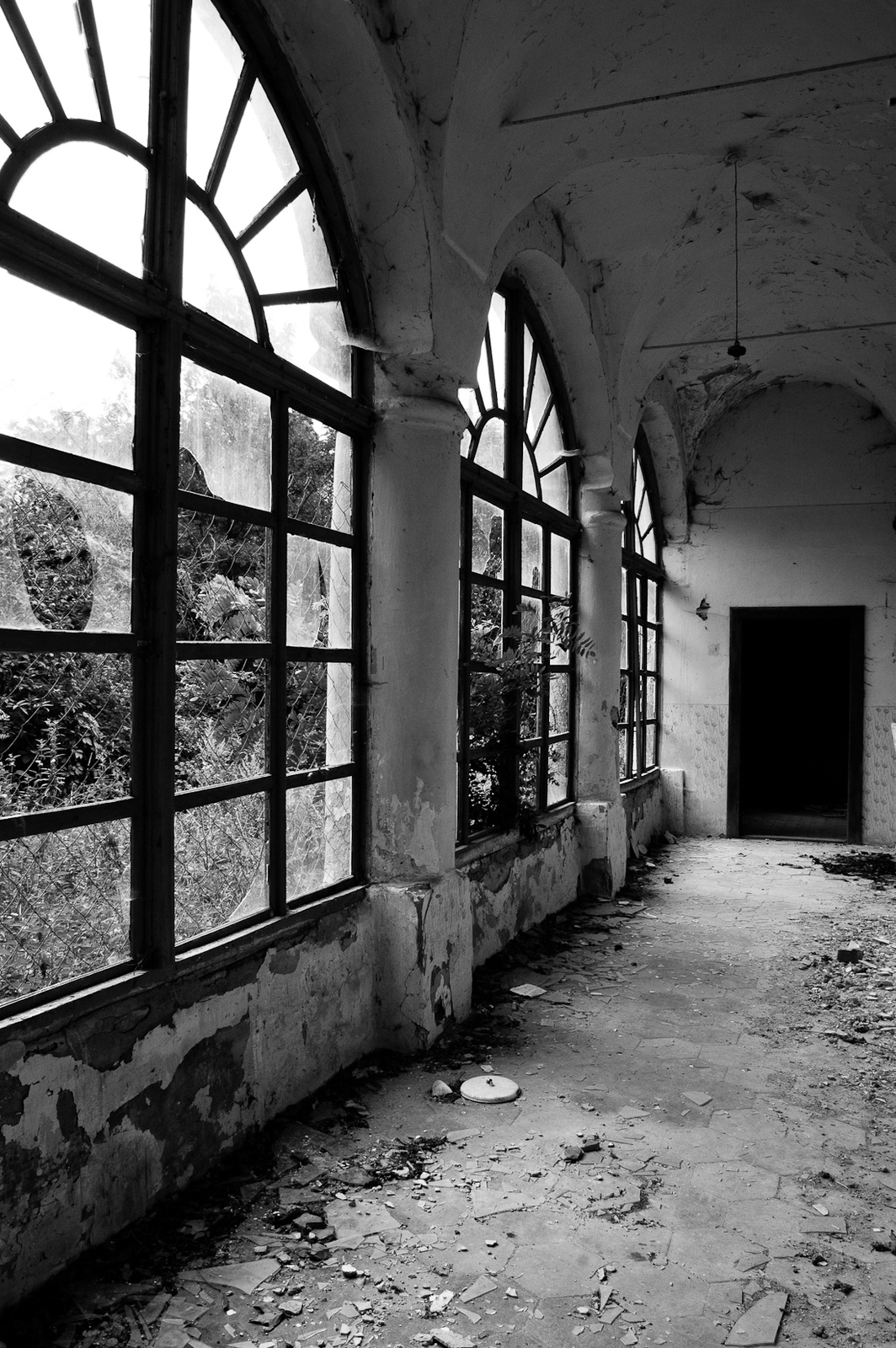
A régi Forintos-kúria romjai Mihályfán

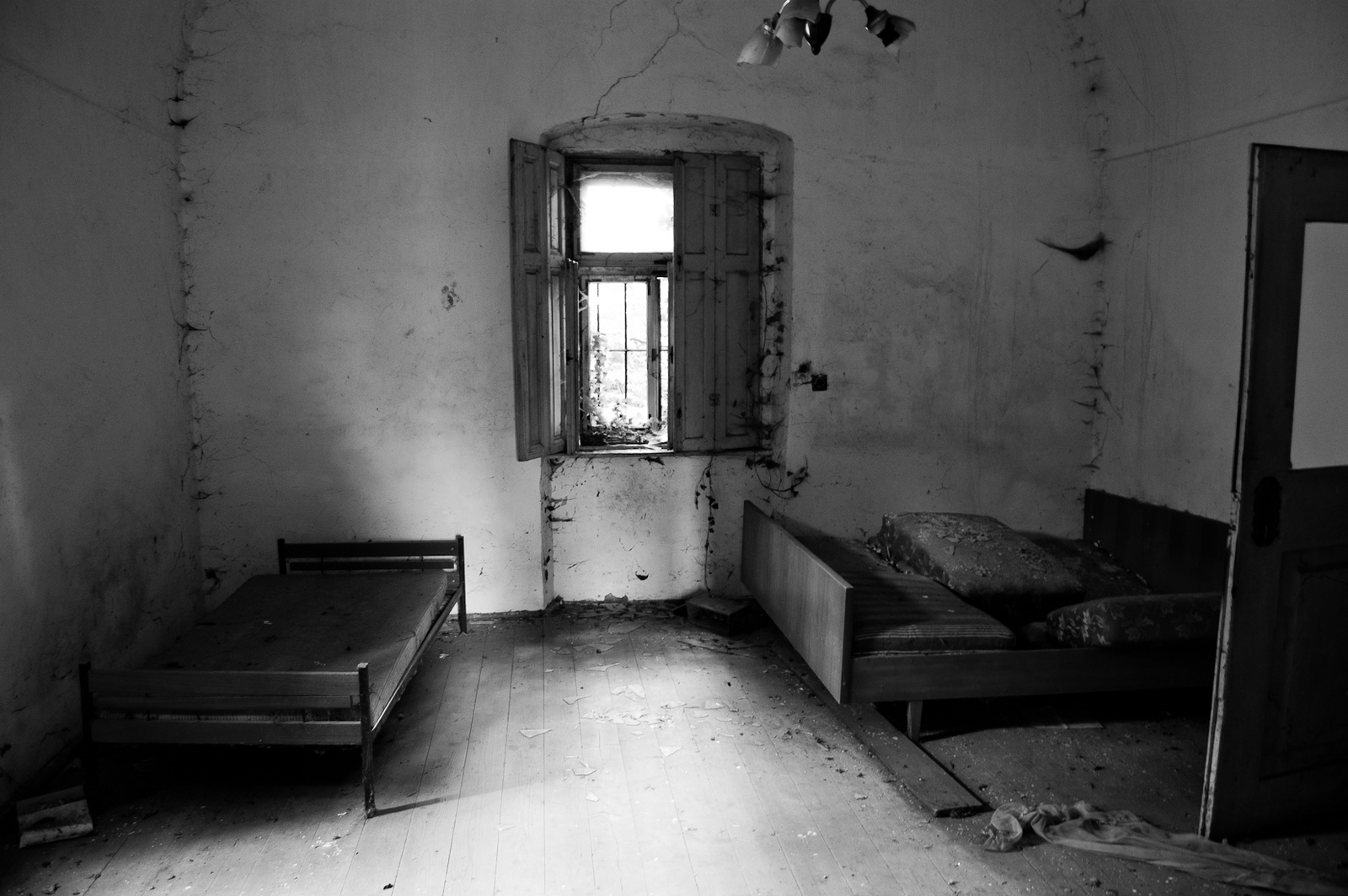
A régi Forintos-kúria romjai Mihályfán (szoba)

Forintos György fia, forintosházi Forintos János, földbirtokos, és nemesdömölki Dömölky Anna egyik fia, forintosházi Forintos Zsigmond (1684–1744), földbirtokos volt. Forintos Zsigmond 1709. december 16.-a és 1724. május 29.-e között főszolgabíró volt a szántói járáson, majd 1735. június 6.-a és 1742. december 17.-e között ugyanott ezt a hivatalt látta el. Forintos Zsigmond hitvese keményegerszegi Kemény Orsolya, akinek a szülei Kemény Simon, földbirtokos és Vitnyédy Katalin voltak. Forintos Zsigmond és Kemény Orsolya házasságából több leánygyermek született: Forintos Borbála (1712–1784), aki koronghi Lippich Mózesnek a felesége; Forintos Anna (1720–1782), bojári Vigyázó Ferenc (1698–?) házastársa; Forintos Katalin (1725), akinek a férje jáprai Spissich Sándor (1706–1559), földbirtokos, és Forintos Júlia (1726–?), aki hertelendi és vindornyalaki Hertelendy György (1722–1780) szolgabíróhoz ment férjhez. A leány gyermekeinek volt még két fiútestvére: az egyik forintosházi Forintos János (1727–?) ferences rendi tábori pap, és a másik Forintos Mihály (†1776) huszár kapitány, földbirtokos, aki nemes Valensky Magda férje volt.
Forintos Mihály, huszár kapitány, földbirtokos és Valensky Magdolna lányai szintén jó házasságot kötöttek: Forintos Anna (1753–?) vizeki Tallián Pál (1747–1812) földbirtokosnak a felesége lett, és Forintos Teréz (1759–1798) orci Orczy Pál (1747–1816) földbirtokos hitvese lett. Forintos Mihály és Valensky Magdolna az egyetlenegy fiúgyermeke forintosházi Forintos József (1762–1832), aki huszár kapitány volt és nőtlen maradt; Józseffel kihalt a Forintos családnak ez az ága.

#### Ádám és Bősy Katalin ága
Forintos János és Dömölky Anna unokaöccse, Forintos Mihály fia, forintosházi Forintos Ádám (1691–1757), földbirtokos alapította a család másik ágát. Forintos Ádám először 1730. november 14.-e és 1735. április 19.-e között alszolgabíró volt a szántói járáson, majd 1742. december 17.-e és 1744. augusztus 30.-a között ugyanott főszolgabíróként tevékenykedett. Forintos Ádámnak, Bősy Katalin feleségétől származó egyik gyermeke forintosházi Forintos Ádám (1733–1781) szolgabíró, földbirtokos volt, akinek a felesége a lovászi és szentmargitai Sümeghy család sarja nemes Sümeghy Judit (1746–1801), nemes Sümeghy József és prosznyákfalvi Prosznyák Éva (1725-1779) lánya volt. Forintos Ádámné Sümeghy Judit apai nagyszülei nemes Sümeghy Mihály (fl. 1716–1727), Zala vármegye főjegyzője, törökverő vitéz, földbirtokos és a nemesi származású Foky családból való Foky Judit (fl. 1700–1723) asszony voltak. Forintos Ádám és Sümeghy Judit frigyéből több gyermek született, azonban csak két leány érte el a felnőttkort: az egyik Forintos Judit (1768-1808), akinek a férje szenttamási Bertalan János (1754-1836) földbirtokos, és a másik lány forintosházi Forintos Magdolna (1779-1850) úrnő, akinek a férje nyírlaki Oszterhueber Mihály (1768-1807) táblabíró, földbirtokos volt; Oszterhueber Mihályné forintosházi Forintos Magdolna fia, nyirlaki Tarányi-Oszterhuber József (1792–1869), Zala vármegye alispánja, táblabíró, földbirtokos volt.
Forintos Ádámnak és Bősy Katalinnak egy másik fia, forintosházi Forintos János (1729–1771), táblabíró, földbirtokos, aki a zalaegerszegi járás főszolgabírája volt 1756. október 11.-e és 1768. november 3.-a között, majd ezután Zala vármegye főjegyzője lett 1768. november 3-a és 1771. május 1.-je között. Forintos János feleségül vette Nagyszombaton 1761. június 1.-jén az előkelő nemesi származású zalalövői Csapody család sarját, zalalövői Csapody Borbála (1731–1794) kisasszonyt, akinek a szülei zalalövői Csapody Ferenc (1689–1762), vasi szolgabíró, földbirtokos és szentviszlói Deseő Mária (†1756) voltak. Az egyetlen örököse Forintos Jánosnak és Csapody Borbálának Forintos Jozefa (1768–?) kisasszonyt 1786. március 21-én vette el nemeskéri Kiss János (1752–1808) aranysarkánytyús vitéz, udvari tanácsos; nemeskéri Kiss János tanácsos és forintosházi Forintos Jozefa egyik fiúgyermeke nemeskéri Kiss Pál (1799–1863), császári és királyi kamarás, Fiume kormányzója volt.
Forintos Ádám és Bősy Kata harmadik gyermeke forintosházi Forintos Gábor (1723–1782), királyi tanácsos, földbirtokos volt, aki Zala vármegye alispánja 1760. január 9.-e és 1773. április 14.-e között. Forintos Gábor Szombathelyen 1750. január 5-én feleségül vette lomnicai Skerlecz Erzsébet (1732–1802) kisasszonyt, akinek a szülei Skerlecz Sándor (1700–?), földbirtokos, és a barkóci Rosty családnak a sarja barkóci Rosty Mária (1710–1763) voltak; Skerlecz Sándorné Rosty Mária szülei barkóczi Rosty István (†1744) királyi tanácsos, Vas vármegye alispánja, földbirtokos, és szarvaskendi és óvári Sibrik Teréz (1692–1755) asszony voltak. Forintos Gábor, aki nagy híve volt az uralkodó családnak 1766. október 8-án Mária Terézia magyar királynőtől kapott királyi tanácsosi címet. 1770. április 29.-én József főherceg a Zala megyei Keszthelyre érkezett látogatóba a Festetics kastélyba, és mivel gróf Festerics Pál és neje Bossányi Júlia nem tartózkodtak éppen otthon, Forintos Gábor alispán volt, aki hivatalosan fogadta és ellátta a a főherceget a rövid látogatása során. A Mária Terézia úrbérrendezés korában Forintos Gábor alispánnak 10 úrbéri földbirtoka volt, melyek közül a legnagyobbak a 128 úrbéri holdas alsómihályóci és a 106 úrbéri holdas gógánfai birtok voltak. Összesen 319 úrbéri holdja volt, 44 jobbágya, 38 zsellére. Sógornőjének, Forintos János feleségének összesen 255 holdja volt, és a legnagyobb úrbéri birtoka az a 240 holdas csébi birtok volt, fivérének, Forintos Ádámnak összesen 332 holdja volt úrbéri birtokokban.

##### Gábor alispán leszármazottjai

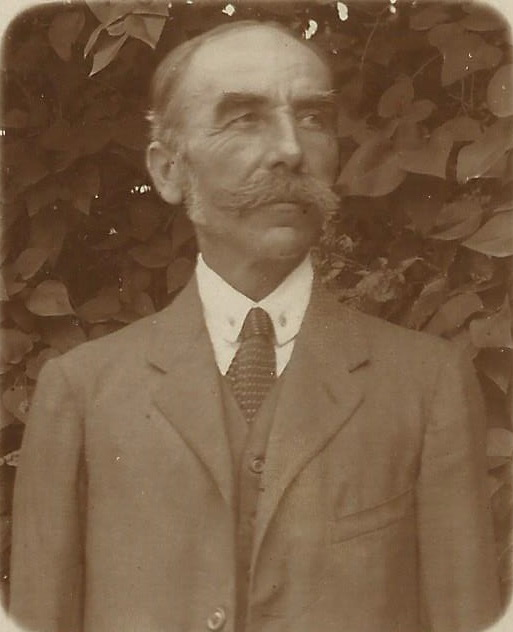
forintosházi dr. Forintos Géza (1868-1954) honvédelmi minisztérium tanácsos

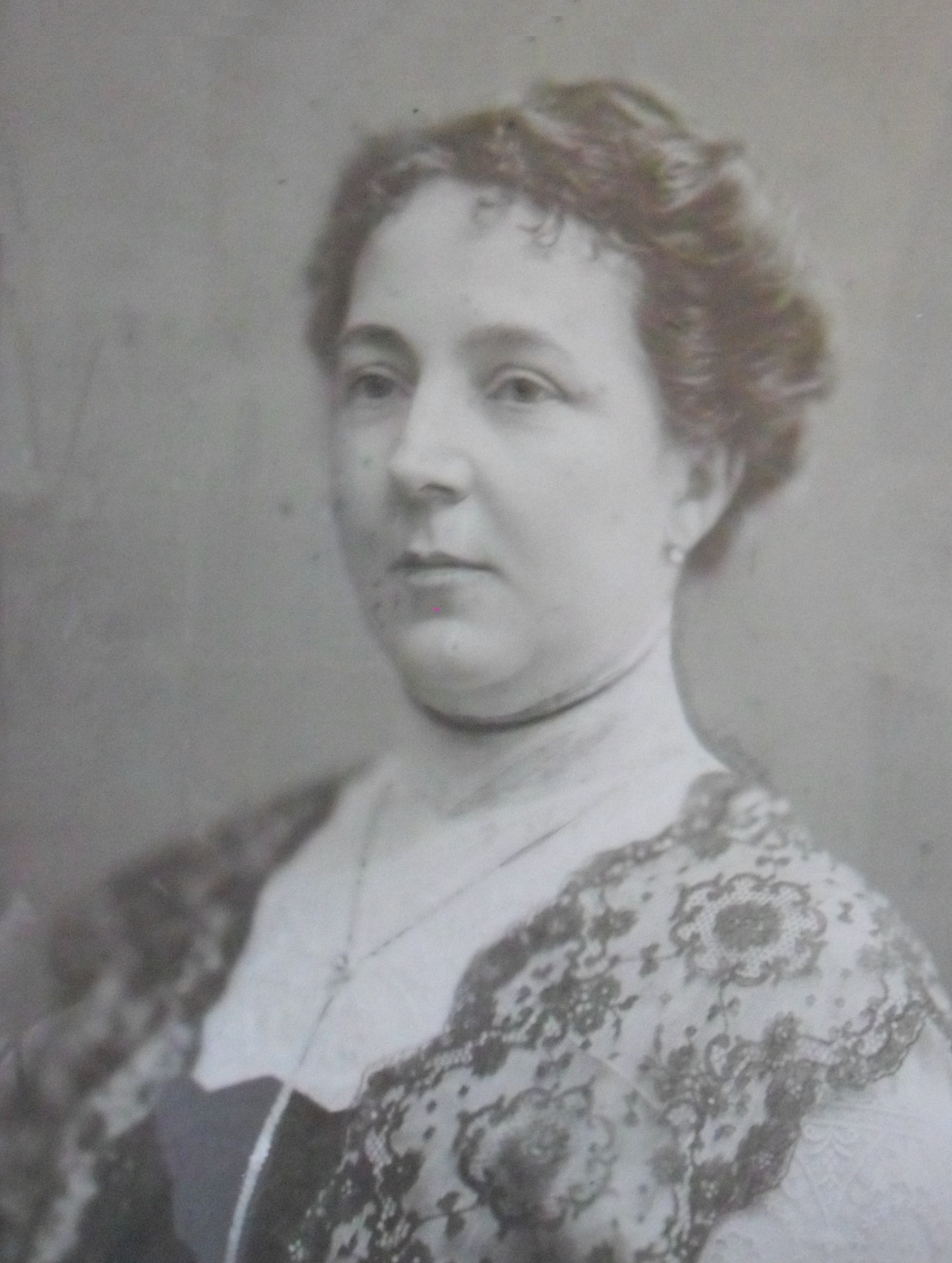
Forintosházi dr. Forintos Gézáné Starmeg Paulina (1863-1951)

Forintos Gábor alispánnak és Skerlecz Erzsébetnek három fiú gyermeke volt: Gábor, Forintos Károly és Forintos Boldizsár. Forintos Gábor (1758–1817) zalai főjegyző és országgyűlési követ volt 1802-ben, és a másik idősebb Forintos Károly (1763–1834) volt, akinek a neje gulácsi Farkas Anna (1770–1805), gulácsi Farkas János és bojári Vigyázó Teréz lánya volt. Forintos Károly és gulácsi Farkas Anna házasságából több gyermek született, köztük forintosházi Forintos Erzsébet Anna (1793–1834) asszony, aki először 1811. február 10-én Mihályfán férjhez ment a csengeri Háczky család sarjához csengeri Háczky Imre (1786–1821), kemeneshőgyészi földbirtokoshoz; a földbirtokos korai halála után, Forintos Erzsébet ismét kötött házasságot 1822. június 22-én Kemeneshőgyészen, de a Háczky család másik ágából származó csengeri Háczky Ferenc (1783–1861), táblabíróval, akit szintén több gyermekkel áldott. Idősebb Forintos Károly és gulácsi Farkas Anna frigyéből csak egy fiúgyermek vitte tovább a családot: ifjabb forintosházi Forintos Károly (1795-1866), táblabíró, mihályfai birtokos, ellenzéki tag. Ifjabb Forintos Károly 1821. október 24.-én Zalaszentmihályon vette feleségül a nemesi származású pósfai Horváth családból való pósfai Horváth Eleonóra (1800-1863) kisasszonyt, akinek a szülei pósfai Horváth Ferenc (1770-1844), Zala vármegye főjegyzője és Knecht Teréz (1780-1822) voltak.
A szabadságharc alatt ifjabb Forintos Károly 1848 és 1849 között a keszthelyi kerületi törvényszék egyik közbírája volt. Károly egyik unokatestvére, Forintos György (1792–1857), Forintos Boldizsár (1768–1828) és Mlinarics Anna (1772–1844) fia, szolgabíró volt a szántói járáson 1826 és 1828 között, és ismert egy konzervatív politikus Zala megyében, akinek a pártja, a Deák Ferenc által javasolt nemesség jogai és adómentesség megszüntetését nem fogadta el. Forintos György gróf Zichy Domonkos (1808–1879) veszprémi püspök keresztapja volt, és ezért jelentős pénz összeget, valamint titkos megbízást kapott keresztfiától, hogy a császári érdekeit képviselve a konzervatív pártot vezesse Zalában. Rumi és Rábadoroszlói Rumy Károly (1807–1877) főszolgabíró alvezére felesége, csányi Csány Mária (1816–1884) vallomása szerint, Forintos György szándékában állt Csány Lászlót megbuktatni, és meg is tehette volna, mivel jelentős anyagi támogatással rendelkezett. Forintos György 1843. április 3-án a megyei közgyűlésen kijelentette azt, hogy: "az adónak elvállalásával következhető veszélyek e következendők: mihelyest annak csak egy részét elvállaljuk, azonnal vérrel  szerzett, felséges királyunk által biztosított nemzeti szabadságunknak megcsorbítására alkalmat adunk, és végét nem érjük a folyton folyvást növekedő adók sorának! Ezt fogja követni az, hogy a nagyobb birtokosok ki fogják vinni azt, hogy példának okáért a 200 pengőforint jövedelmen, avagy 500 holdon  alul bíró nemesnek szavazati joga nem leszen, s ekkor a köznemességből ily jövedelmes, avagy holdszámmal bíró nem találkozván, átalában eltöröltetik szavazati joguk; azután pedig, ha még az ősiség és bírhatási jog is eltöröltetik, akkoron a már adóval megterhelt szegény nemesség fizetni nem tudván, annak javai elkoboztatnak és idegen nemzet birtokába jutandnak; ez megtörténvén, a már nemesjavakkal eltellett idegen nemzet és pórnép ki fogja vinni az országgyűlésen küldötte által leendő megjelenhetését és szavazati jogát, és így mint birtokosabb és nagyobb számmal levők nemcsak fejünkre és birtokunkra törvényeket alkotnak, hanem vérrel szerzett nemesi szabadságunkat is eltörlik, vagy végre nemzetségünket megsemmisítik".
Ifjabb Forintos Károly (1795-1866), táblabíró, földbirtokos és pósfai Horváth Eleonóra (1800–1863) házasságából származott forintosházi Forintos Kálmán (1834–1903) jogász, alszolgabíró, mihályfai földbirtokos, vármegyei bizottsági tag, a "Zala Megyei Gazdasági Egyesület" tagja. virilista. Forintos Kálmán 1868. szeptember 29.-e és 1872. január 9.-e között a szántói járás alszolgabírája volt. 1859. május 24.-én Sopronban Forintos Kálmán vette feleségül liebingeni Schoen Johannát (1838–1921), Josef Schön von Liebingen (1797–1877) jogász, és Eleonóra Krzandalsky lányát. Forintos Kálmán és Schöen Johanna voltak dr. Forintos Géza (1868–1954) honvédelmi minisztérium tanácsosnak a szülei. Forintos Géza minisztériumi tanácsosnak a felesége az ékszak-komáromi születésű, polgári származású Stármeg Paulina (1863–1951) volt; édesapja Stármeg Károly (1817–1890) csizmadiamester és édesanyja Schéra Terézia (1825–?) volt. Géza bátyja Forintos Béla (1865–1941) vasúti titkár volt, és akinek az első felesége Wágner Auguszta (1865–1904), majd halála után a második neje Bőhm Magda (1881–1960) lett. Forintos Gézának és Forintos Bélának a leánytestvérei: Forintos Irma (1860–1916), akinek a férje pósfai Horváth János (1839–1923) vasúti igazgató, és Forintos Johanna (1869–1942. után), akinek a férje dr. Rozs István (1857–1952), orvos vezérőrnagy, a Ferenc József-rend lovagja volt.
Forintos Géza honvédelmi minisztérium tanácsosnak és Stármeg Paulának a gyermekei közül szerepeltek: dr. Forintos György (1902–1958), aki igazságügyi minisztérium osztályfőnök volt a II. világháború alatt. Forintos György 1928. augusztus 7-én feleségül vette Mihályfán a régi nemesi boldogfai Farkas családból származó boldogfai Farkas Margit Klementina Erzsébet (1905–1990) kisasszonyt, boldogfai dr. Farkas István (1875–1921) sümegi főszolgabíró és persai Persay Erzsébet (1885–1913) lányát; dr. Forintos László (1904–1994), aki főszolgabíró volt 1936 és 1937 között a sümegi járáson, és a neje Sváby Magdolna (1917–1997) volt; Forintos Károly (1900–1994); dr. Forintos Géza (1908–2000) zalai főszolgabíró, akinek a felesége Gerley Stefánia (1909–1972) volt; és egyetlen lánya dr. Takács Jenőné Forintos Mária "Kerike" (1887–1974). Forintos Mária Paulinát Mihályfán 1912. július 27-én feleségül vette dr. Takács Jenő (1883–1962), jogász, királyi közjegyző, tartalékos százados, akinek szülei Takács Jenő (1852–1940), királyi közjegyző, földbirtokos, és besenyői és velikei Skublics Mária (1859–1919) voltak. Dr. Forintos György és boldogfai Farkas Margit egyik gyermeke ifj Forintos György szociológus magyar szabadságharcos az 1956-os forradalomban, és a MEFESZ vezetője volt.

## A családi címer leírása
A forintosházi Forintos család címere: "Kékben zöld földön két, kettős-farkú, egymással szembeágaskodó arany oroszlán babérkoszorú fölé arany koronát tart". Sisakdísz: "növekvő kettős-farkú arany oroszlán jobbjában babérkoszorút tart." Takarók: kék-arany, vörös-ezüst.

## A család kiemelkedő tagjai
Forintos Mátyás  (1500-1550) a kőszegi vár tűzmestere.
- forintosházi Forintos Zsigmond (1684–1744) Zala vármegyei főszolgabíró.
- forintosházi Forintos Gábor (1723–1782) Zala vármegye alispánja, királyi tanácsos.
- forintosházi Forintos János (1729–1771) Zala vármegye főjegyzője.
- forintosházi Forintos Gábor (1758–1817) Zala vármegye főjegyzője, országgyűlési követe.
- forintosházi Forintos Boldizsár (1768–1828) jogász, alszolgabíró, zalai szabadkőműves.
- forintosházi Forintos György (1792–1857) a reformkori Zala vármegye egyik konzervatív politikusa.
- forintosházi Forintos Károly (1795–1866) táblabíró, mihályfai birtokos, ellenzéki tag.
- forintosházi Forintos Kálmán (1834–1903) jogász, alszolgabíró, földbirtokos, vármegyei bizottsági tag.
- dr. forintosházi Forintos Géza (1868–1954) jogász, minisztériumi tanácsos.
- dr. forintosházi Forintos György (1902–1958) az Igazságügyi minisztérium osztályfőnöke a II. világháború alatt.
- forintosházi Forintos György (1935–2005) szociológus, magyar szabadságharcos az 1956-os forradalomban.